# Gèrrids
Els gèrrids (Gerridae) són una família d'hemípters heteròpters de l'infraordre Gerromorpha, que inclou els coneguts popularment com a sabaters, per bé que aquest nom s'aplica també a altres famílies de xinxes aquàtiques, com ara el Hydrometridae.
Patinen amb rapidesa sobre l'aigua aprofitant la tensió superficial d'aquest líquid i la hidrofòbia dels pèls de les seves potes i capturen insectes que cauen a l'aigua. Es coneixen vora 500 espècies situades en prop de 60 gèneres.

## Noms comuns
Sabaters (d'aigua), babots, sastres, teixidors, i al País Valencià parís-pariràs, aclaridors, corredores.

## Descripció física

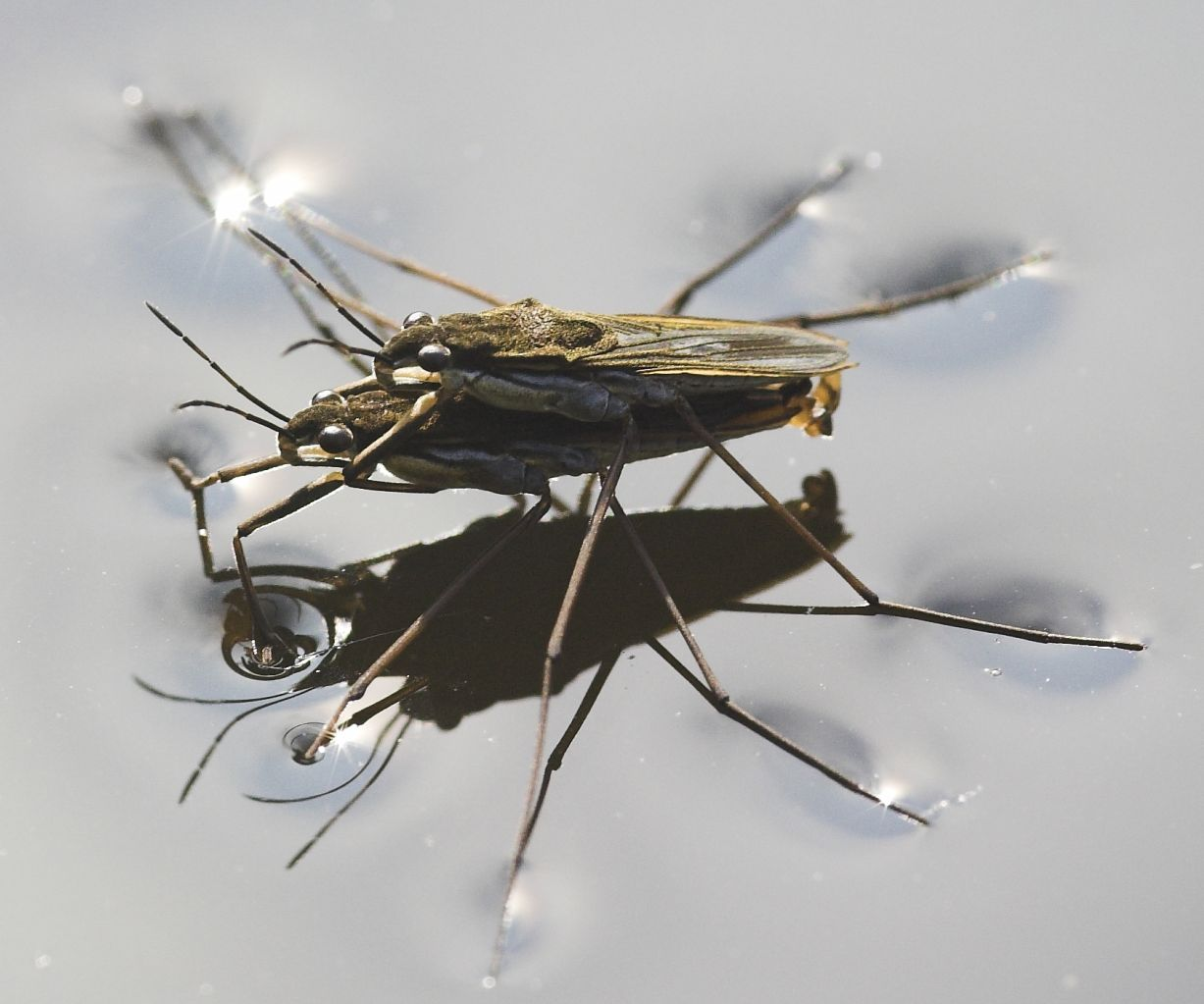
Sabaters copulant

La seva llargada oscil·la entre 1,6 mm (en el gènere Rheumatobates) fins a 36 mm. La forma del seu cos, segons les espècies, pot anar des de prima i allargada fins a quasi completament rodona. Una característica de tots els gèrrids són les seves potes primes i allargades que els permeten de caminar sobre l'aigua sense enfonsar-s'hi. El cos i les potes estan coberts amb pèls fins. Normalment el cap és allargat. En general, les ales estan poc o gens desenvolupades. Tanmateix, algunes espècies sí que en tenen i les fan servir per a colonitzar nous hàbitats.

## Ecologia
Són insectes, depredadors d'altres insectes o petits invertebrats, que viuen en basses, corrents dèbils, marjals i altres aigües quietes. Es poden moure a velocitats de 1,5 m/s.
Cinc espècies del gènere Halobates són els únics insectes que han colonitzat hàbitats dins del mar obert.

### Naturalesa de les seves potes hidròfobes

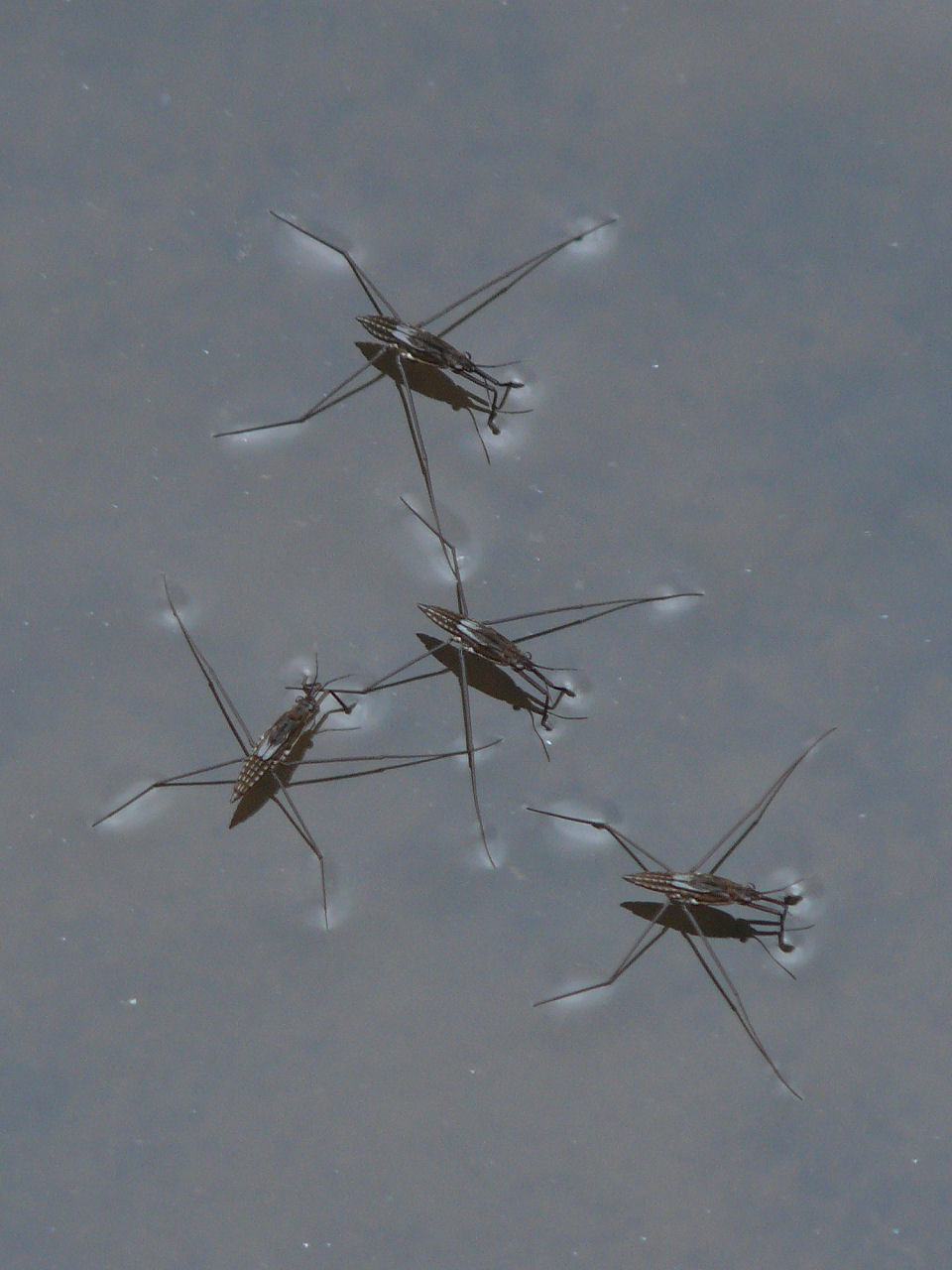
Impacte sobre l'aigua de les potes del sabaters

Els sabaters aconsegueixen de caminar sobre l'aigua gràcies a les seves potes que no es mullen.
Segons van demostrar els biofísics Xuefeng Cao i Lei Jiang a la revista Nature la resistència de l'aigua de les potes dels sabaters és deguda a l'estructura jeràrquica que tenen gràcies al fet de ser cobertes de pèls amb una especial orientació i propietats nanomètriques més que no pas a la cera amb què estan també cobertes.